# Aramides
Aramides es un género de aves gruiformes de la familia Rallidae que habitan en América, desde México a Argentina, sus miembros reciben el nombre común de cotaras.
No deben ser confundidas con la familia Aramidae, que tiene una sola especie, el carrao (Aramus guarauna), con el que solo tienen en común en nombre similar.

## Características
La parte superior de estas aves suele ser de color oliváceo, las remeras de las alas de color castaño rojizo. Las patas y el iris son rojizos, y el pico amarillo verdoso.

## Biología
Son aves poco ligadas al agua, de ambientes terrestres, que divagan entre los arbustos, prefiriendo correr que volar. Sus cantos son fuertes voces a dúo o en coro. Parecen pollos de pico largo. Balancean con rapidez su cola corta, erecta y generalmente negra.

## Especies
El género Aramides incluye siete especies:
- Aramides axillaris Lawrence, 1863 - Cotara cuellirrufa, chilacoa costera;
- Aramides cajanea (Muller, 1776) - Cotara chiricote, chilacoa colinegra;
- Aramides calopterus (Sclater y Salvin, 1878) - Cotara alirrufa;
- Aramides mangle (Spix, 1825) Cotara de manglar;
- Aramides saracura (Spix, 1825) - Cotora saracura;
- Aramides wolfi (Berlepsch y Taczanowski, 1884) - Cotara morena, chilacoa parda;
- Aramides ypecaha (Vieillot, 1819) - Cotora ipacaá.

A veces se incluye también 
 
Aramides albiventris (Lawrence, GN 1868) --  cotara ventriblanca,  rascón pomponé, rascón nuca canela